# Revisore dei costi
Il revisore dei costi, o cost controller, è un professionista che si occupa della definizione e implementazione delle procedure di riduzione costi, nei vari settori aziendali. 
Il revisore dei costi mira a guidare le strategie e la gestione verso gli obiettivi programmati e a intervenire con azioni correttive nel caso di scostamenti. Esistono vari tipi di controllo delle strategie, secondo i livelli dell'organizzazione cui si riferisce: controllo delle strategie corporate, controllo delle strategie di business unit, controllo delle strategie funzionali.
A seconda del settore merceologico e della dimensione di una struttura organizzativa in cui opera, il cost controller deve essere in grado di attuare le strategie di acquisto, trovando strade alternative di acquisto, mettendo in discussione i bisogni dell'azienda. 
Attraverso una particolareggiata analisi dei dati, il revisore dei costi deve valutare l'impatto dei costi su di una area di spesa, relativa al personale, ai trasporti, ai costi connessi alla logistica, con il compito di ottimizzare ed ottenere risparmi.
Quale che sia il settore di appartenenza, un metodo per valutare le competenze di un'organizzazione in funzione del costo da ottimizzare, è il benchmarking, utilizzato come parametro di riferimento per la ricerca ed il confronto di nuove opportunità e di migliori soluzioni ideali.